# Rogelio Pfirter
Rogelio Pfirter (Santa Fe, 25 augustus 1948) is een Argentijns diplomaat. Van 2002 tot 2010 was hij directeur-generaal van de Organisatie voor het Verbod op Chemische Wapens (OPCW).

## Biografie
Pfirter studeerde in de rechten aan de Universiteit van de Litoral in Noord-Argentinië en werkte daarna op verschillende posten voor het Ministerie van Buitenlandse zaken. In 1992 werd benoemd tot directeur van het agentschap ABACC dat in Argentinië en Brazilië toezicht houdt op nucleair materiaal. Verder was hij directeur van de Argentijnse ruimtevaartorganisatie CONAE.
Vervolgens werd hij benoemd tot ondersecretaris op het Ministerie van Buitenlandse Zaken en kreeg in die hoedanigheid de verantwoordelijkheid over het buitenlandse beleid. Van 1995 tot 2000 was hij ambassadeur van zijn land in Londen.
Op 25 juli 2002 werd hij benoemd tot directeur-generaal van de Organisatie voor het Verbod op Chemische Wapens (OPCW) in Den Haag, waar hij José Bustani opvolgde die uit zijn functie was ontslagen. In 2005 werd hij unaniem herkozen voor een volgende termijn van vier jaar. In 2010 werd hij opgevolgd door Ahmet Üzümcü. In 2009 schreef hij samen met oud-president van de Sovjet-Unie, Michail Gorbatsjov, het boek Disarmament lessons from the Chemical Weapons Convention (Nederlands: Ontwapeningslessen van de Conventie over Chemische Wapens.
Pfirter werd opgenomen in de Orde van Oranje-Nassau (Nederland), het Legioen van Eer (Frankrijk), de Orde van Hertog Branimir (Kroatië) en de Orde van Isabella de Katholieke (Spanje). Verder ontving hij de stadsmedaille van Ieper, het Grootkruis van Chili, Colombia, Duitsland en Italië en verschillende andere onderscheidingen.